# Comité de coordination et d'exécution
Pour les articles homonymes, voir CCE.
Le Comité de coordination et d'exécution ou CCE était l'organe central de la direction du FLN créé par le congrès de la Soummam, en août 1956. Le CCE est responsable politiquement devant le CNRA. Il est remplacé en septembre 1958 par le GPRA.

## Histoire
La réunion du CNRA tenue au Caire le 27 août 1957 porte le nombre de dirigeants du CCE de 5 à 9, la nouvelle composition est comme suit Krim Belkacem, Abdelhafid Boussouf, Lakhdar Bentobbal, Amar Ouamrane, Mahmoud Chérif, Lamine Debaghine, Ferhat Abbas, Abdelhamid Mehri, Abane Ramdane.
Le 19 septembre 1958, le CCE se transforme en Gouvernement provisoire de la République algérienne (GPRA), à la suite des décisions prises par le Conseil national de la Révolution algérienne (CNRA) lors de sa réunion au Caire du 22 août au 28 août 1958.

## Membres du CCE
Dans la première phase de la révolution, il comprend 5 membres :
- Abane Ramdane
- Krim Belkacem
- Larbi Ben M'hidi
- Saad Dahlab[3]

- Benyoucef Benkhedda

En 1957, la composition du CCE est de 9 membres : Ferhat Abbas, Abane Ramdane, Lakhdar Bentobal, Abdelhafid Boussouf, Krim Belkacem,  Lamine Debaghine, Mahmoud Chérif, Abdelhamid Mehri, Amar Ouamrane.

## Secrétariat du CCE
Dans la première phase de la révolution, il comprend deux secrétaires qui sont Izza Bouzekri et Nassima Hablal.
Ces deux militantes étaient aidées par Fatima Zekkal.